# A1 (popgroep)

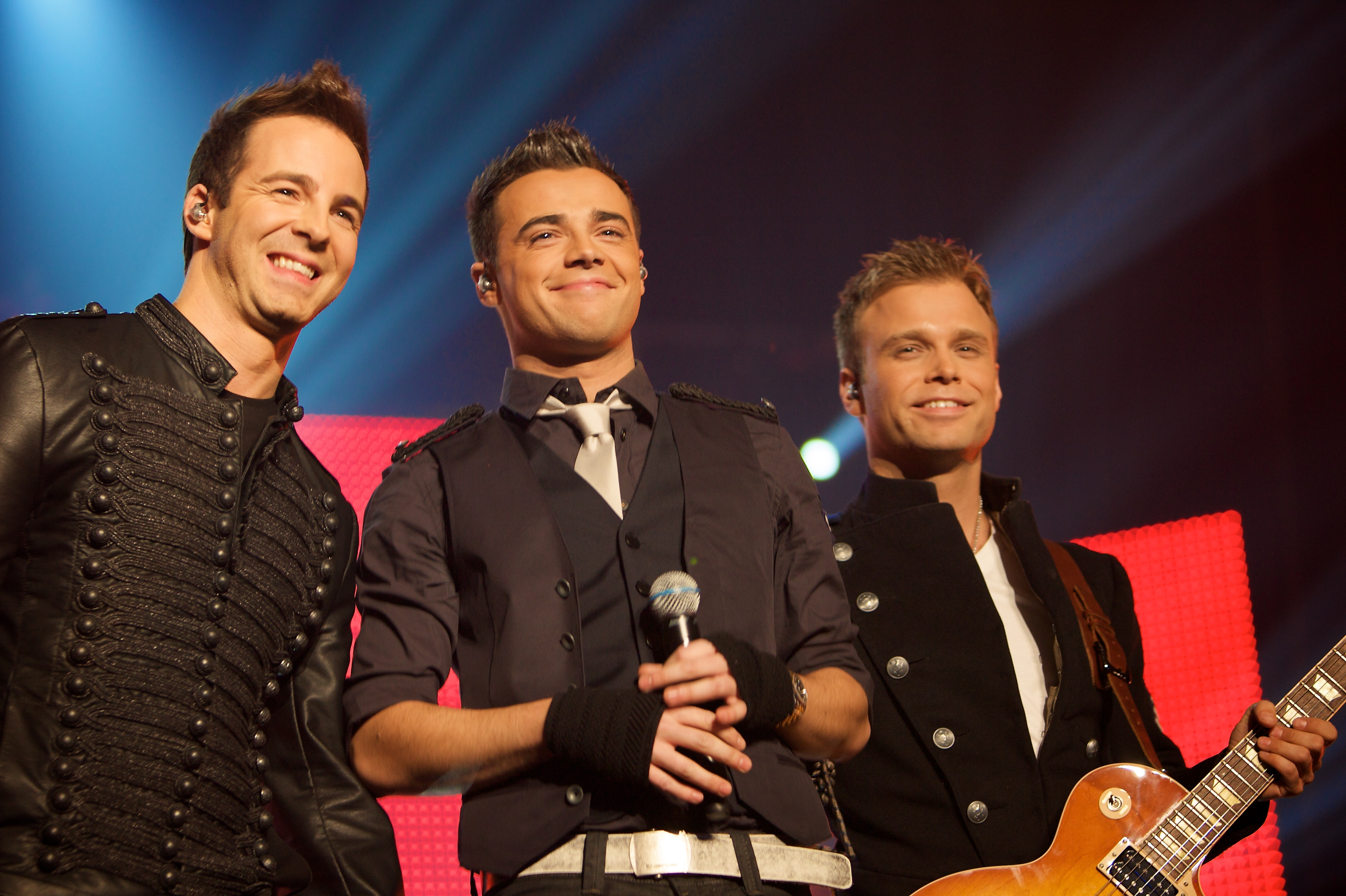
Popgroep A1 in 2010

A1 is een Britse boyband.

## Successen
De groep scoorde in het Verenigd Koninkrijk twee nummer 1-hits en zes top 10-singles en van hun debuutalbum Here we come werden in een jaar tijd een miljoen exemplaren verkocht. Mark Read, Paul Marazzi, Christian Ingebrigtsen en Ben Adams werden gekozen uit duizenden hoopvolle jongens die auditie deden in 1997 bij Tim Byrne van Byrne blood limited.

## Biografie
De publiciteit van de groep concentreerde zich op het feit dat A1 veel van hun eigen liederen schreef. Drie van de vier leden spelen een instrument. Read speelt piano en drums, Adams piano en viool en de Noorse Ingebrigtsen piano en gitaar.
In 1999 kwam hun eerste single uit, "Be The First To Believe". Het nummer kwam in het Verenigd Koninkrijk nieuw binnen op nummer 6. Na een eerste korte kennismaking met het vasteland van Europa, stortte A1 zich voor een periode van een paar maanden volledig op de verovering van het Verenigd Koninkrijk. En met succes, want de tweede single "Summertime Of Our Lives" behaalde een Top 5-notering. De definitieve doorbraak kwam met "Everytime". Deze ballad behaalde de derde plaats van de Britse charts.
Het Verenigd Koninkrijk bleef de groep goedgezind, want de hits "Like A Rose" en "Take On Me" (een cover van a-ha) volgden. "Take On Me" wist zelfs Madonna van de eerste plaats van de Britse hitlijst te verdringen. Een uniek moment voor a1, want het was de eerste nummer 1-single voor de band. Uniek was ook de videoclip, want dit was de duurste Britse clip tot dan toe. De clip is overigens geïnspireerd op de film The Matrix. De opvolger van "Take On Me" was "Same Old Brand New You" en die kwam in het Verenigd Koninkrijk ook al binnen op de eerste plaats. De band ontving hierna een Brit Award voor Best Newcomer.
De band heeft in de Verenigde Staten hun tweede album "The A-List" afgemaakt, dat in 2000 uitkwam. Voor dat album werkt A1 samen met componist Eric Foster White (die de Britney Spears-hit "From The Bottom Of My Broken Heart" schreef), producers Rip Rock & Alex (die 50% van de nummers schreef voor het *NSYNC-album "No Strings Attached") en Andreas Carlson en Chris Potter (bekend van hun werk met George Michael).
Tijdens een tournee in Indonesië trad A1 op in een winkelcentrum, waar vier tienermeisjes in het gedrang omkwamen. De bandleden waren zo overstuur van dit incident dat ze overwogen om te stoppen. Hun derde album Make It Good, was een totaal ander album, veel dichter bij de traditionele rockmuziek. Dat zou hun voorlopig laatste album worden. Op 8 oktober 2002 verliet Marazzi de band om persoonlijke redenen.
Zowel Adams en Ingebrigtsen probeerden het solo. Adams eerste solosingle ("Sorry") flopte in de Engeland (#18) en er volgden geen solosingles of -albums meer.
Ingebrigtsen haalde in 2003 in zijn thuisland Noorwegen wel de koppositie met zijn nummer "Things are gonna change", nadat hij in duet met Maria Arredondo ook al die #1 had gehaald datzelfde jaar met het nummer "In love with an angel". In totaal zou Ingebrigtsen drie albums uitbrengen in Noorwegen: "Take back yesterday" (2004), het kerstalbum "Paint Christmas white" (2006) en "The truth about lies" (2007).
In 2010 probeerden Read, Adams en Ingebrigtsen vanuit Noorwegen A1 nieuw leven in te blazen. Zo hoopten ze dat land te vertegenwoordigen op het Eurovisiesongfestival dat in mei 2010 in Oslo werd gehouden. Het nummer "Don't wanna lose you again", dat duidelijk beïnvloed werd door Coldplay, zat in de finale van 7 februari, waar de Noorse vertegenwoordiger voor het festival werd gekozen. A1 werd tweede, en deed derhalve niet mee aan het Eurovisiesongfestival.

## Discografie

### Albums
| jaar | titel          | plaats in UK albumchart |
| ---- | -------------- | ----------------------- |
| 1999 | Here we come   | 20                      |
| 2000 | The A list     | 14                      |
| 2002 | Make it good   | 15                      |
| 2004 | The best of A1 | -                       |

### Singles
| Jaar | titel                   | Plaats in UK single-chart |
| ---- | ----------------------- | ------------------------- |
| 1999 | Be the first to believe | 6                         |
| 1999 | Summertime of our lives | 5                         |
| 1999 | Ready or Not/Everytime  | 3                         |
| 2000 | Like A Rose             | 6                         |
| 2000 | Take on Me              | 1                         |
| 2000 | Same Old Brand New You  | 1                         |
| 2001 | No more                 | 6                         |
| 2002 | Caught in the Middle    | 2                         |
| 2002 | Make it Good            | 11                        |

1. ↑  https://www.discogs.com/release/1399201-A1-The-A-List